# 町尻由紀子
町尻 由紀子（まちじり ゆきこ、1895年〈明治28年〉11月23日 - 1946年〈昭和21年〉1月11日）は、日本の元皇族。賀陽宮邦憲王と同妃好子の第1王女。町尻量基の妻。旧名は、由紀子女王（ゆきこじょおう）。皇籍離脱前の身位は女王で、皇室典範における敬称は殿下。弟に賀陽宮恒憲王、妹に佐紀子女王（山階宮武彦王妃）がいる。

## 略歴
1895年（明治28年）11月23日 に久邇宮家の邦憲王と同妃好子の第1王女子として誕生し、御七夜の11月30日に「由紀子」と命名された。
少女時代は京都市に居住し、京都市第一高等小学校に通学し、自らも学友らと一緒に掃除をした。
1914年（大正3年）3月28日に婚姻の予定であり、同年3月26日付で勲二等宝冠章を受章し、3月27日の『官報』第496号に式次第も掲載されていた。しかし、結婚は何らかの事情で、急遽翌年に延期されている。
1915年（大正4年）4月30日、町尻量弘子爵の養嗣子で侍従武官の町尻量基との婚姻により臣籍降下（降嫁）した。
1945年（昭和20年）12月10日に夫と死別した。
1946年（昭和21年）1月11日に逝去し、皇族及び王族（李王妃方子女王）が喪に服した。

## 子女
- 町尻量利 - 大正5年（1916年）4月生 - 昭和49年（1974年）12月19日没
- 町尻登喜子 のち野間登喜子　のま ときこ - 大正6年（1917年）9月4日生（野間恒・野間省一（講談社社長）の夫人。野間佐和子（講談社社長）の母。）
- 町尻量光　まちじり かずみつ 大正7年（1918年）12月25日生 - 平成2年（1990年）1月23日没。キングレコード社長
- 町尻量福 のち小原量福　かずとみ - 小原四郎の婿養子。
- 町尻量豐 のち小泉量豐　かずとよ - 小泉權三郎の婿養子。

## 栄典
- 1914年（大正3年）3月26日 - 勲二等宝冠章[3]